# Mairie de Montreuil (stanice metra v Paříži)
Mairie de Montreuil je konečná stanice pařížského metra na východní větvi linky 9. Leží za hranicemi Paříže na předměstí Montreuil pod křižovatkou Avenue du Président Wilson a Boulevard Rouget de Lisle

## Historie
Stanice byla otevřena 14. října 1937 při posledním rozšíření linky, kdy byl otevřen úsek od Porte de Montreuil.
Stanice byla do roku 2008 postupně modernizována. V rámci úprav vznikl i nový vstup do stanice.
Jedna zeď na nástupišti je zdobená mozaikou z roku 1937. Mozaika je vytvořená keramickými dlaždicemi z porcelánky v Sèvres a představuje mapu města Montreil s obrazy významných památek.

## Název
Stanice se nachází v blízkosti radnice města, po níž nese jméno (mairie = radnice).